# Polistes melanotus
Polistes melanotus är en getingart som beskrevs av Richards 1978. Polistes melanotus ingår i släktet pappersgetingar, och familjen getingar. Inga underarter finns listade i Catalogue of Life.